# Gannat
Gannat is een gemeente in het Franse departement Allier (regio Auvergne-Rhône-Alpes). De gemeente telde 5.684 inwoners op 1 januari 2022. De plaats maakt deel uit van het arrondissement Vichy.

## Geschiedenis
Gannat lag op een kruispunt van Romeinse heerbanen (van Bourges naar Clermont en van Vichy naar Néris). De plaats ontwikkelde zich rond een mottekasteel uit de 10e eeuw. In 1236 kreeg Gannat stadsrechten van de hertog van Bourbon. Gannat kende oorlogsgeweld in 1464 en in 1568, toen het werd ingenomen door de hugenoten. De stad kende een groei in de 19e eeuw met de komst van de spoorweg en industrie. Het kasteel van de hertogen van Bourbon werd omgevormd tot een gevangenis en bleef zo bewaard. Het kasteel bleef een gevangenis tot 1967 en werd daarna een museum.

## Geografie
De oppervlakte van Gannat bedroeg op 1 januari 2022 36,85 vierkante kilometer; de bevolkingsdichtheid was toen 154,2 inwoners per km².
De onderstaande kaart toont de ligging van Gannat met de belangrijkste infrastructuur en aangrenzende gemeenten.

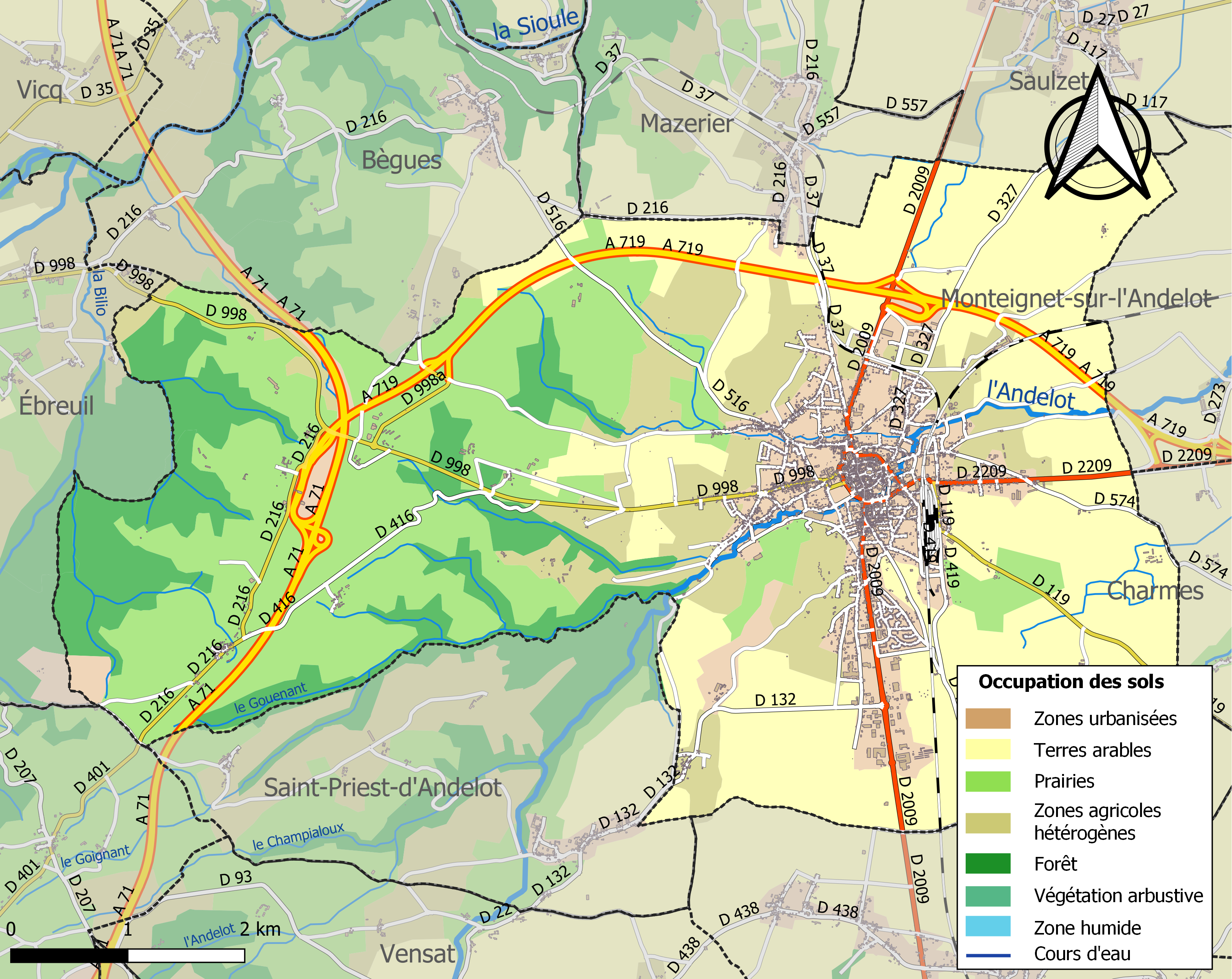

## Demografie
Onderstaande figuur toont het verloop van het inwonertal (bron: INSEE-tellingen).
Vanwege een beveiligingsprobleem met de MediaWiki Graph-software is het momenteel niet mogelijk deze grafiek weer te geven. Zodra de software is bijgewerkt zal de grafiek vanzelf weer zichtbaar worden.

## Verkeer en vervoer
In de gemeente ligt spoorwegstation Gannat.
In Gannat kruisen de autosnelwegen A71 en A719.

## Geboren
- Eugène de Sartiges (1808-1892), diplomaat en politicus
- Raymond Passat (1913-1988), wielrenner
- Sandrine Bonnaire (1967), actrice